# Christopher Jacot
Christopher Jacot (* 30. Juni 1979 in Toronto, Ontario, Kanada) ist ein kanadischer Schauspieler und Sprecher.

## Leben
Nach dem Besuch der Earl Haig Secondary School besuchte Jacot die Claude Watson School for the Arts ebenfalls in Toronto. Dort lernte er die Schauspieler Sarah Polley und Lani Billard kennen.
Jacot arbeitet häufig als Sprecher für Film- und Videospielproduktionen, so spricht er beispielsweise auch Johnny Storm, bzw. „die menschliche Fackel“ aus der Animationsserie Fantastic Four, die auf Cartoon Network ausgestrahlt wird. Seit Ende der 1990er Jahre war er in mehr als 70 Produktionen zu sehen, vornehmlich in Serien.

## Filmografie (Auswahl)
- 1998: Short for Nothing
- 1999: The Stone Skipper
- 1999: Undressed – Wer mit wem? (Undressed)
- 2000: Canada: A People’s History
- 2001: Ran an die Braut (Get Over It)
- 2001: MythQuest
- 2001: Tagged:The Jonathan Wamback Story
- 2002: Relic Hunter – Die Schatzjägerin – The Warlock of Nu Theta Phi
- 2002: The Bay of Love and Sorrows
- 2003: Rescue Heroes: The Movie (Stimme)
- 2004: Road Party (Going the Distance)
- 2004: Degrassi: The Next Generation
- 2005: Hellraiser: Hellworld
- 2005: A Killer Upstairs
- 2006: Merlin 2 – Der letzte Zauberer (Merlin’s Apprentice)
- 2006: Supernatural – Children shouldn't play with dead things
- 2006: Fantastic Four: World’s Greatest Heroes (Stimme)
- 2007: Boot Camp
- 2007: Psych
- 2007–2009: EUReKA – Die geheime Stadt
- 2009: Spectacular!
- 2009: Knights of Bloodsteel
- 2012, 2021: Murdoch Mysteries – Auf den Spuren mysteriöser Mordfälle (Murdoch Mysteries, Fernsehserie, 2 Folgen)
- 2014: Aaliyah: Princess of R&B (Fernsehfilm)
- 2015, 2016: Rogue (Fernsehserie, 5 Folgen)
- 2016–2021: Slasher (Fernsehserie, 21 Folgen)
- 2017: Elliot the Littlest Reindeer
- 2017: Saving Hope (Fernsehserie, 6 Folgen)
- 2019: Coroner – Fachgebiet Mord (Coroner, Fernsehserie, 1 Folge)
- 2020: Private Eyes (Fernsehserie, 1 Folge)